# Bijugis retiferella
Bijugis retiferella är en fjärilsart som beskrevs av Eugen Wehrli 1923. Bijugis retiferella ingår i släktet Bijugis och familjen säckspinnare. Inga underarter finns listade i Catalogue of Life.